# Richard Williamson
Richard Nelson Williamson (Londres, 8 de marzo de 1940-Margate, 29 de enero de 2025) fue un obispo católico británico que perteneció a la Fraternidad Sacerdotal San Pío X (FSSPX) hasta el año 2012, cuando fue expulsado de la misma.
Recibió, sin mandato pontificio, la consagración episcopal de parte del arzobispo Marcel Lefebvre en junio de 1988 junto con Bernard Fellay, Bernard Tissier de Mallerais y Alfonso de Galarreta, razón por la cual quedó automáticamente excomulgado. Benedicto XVI levantó la excomunión a través de la Congregación para los Obispos el 21 de enero de 2009. Sin embargo, en 2015 volvió a quedar excomulgado por ordenar obispos de modo ilícito según el derecho canónico.
Sus declaraciones a la televisión sueca, en las cuales niega la utilización de cámaras de gas por parte de los nazis para el genocidio judío, ha levantado escándalo que le valió a principios de febrero de 2009 el ser relevado como director del seminario en La Reja, Provincia de Buenos Aires, donde ocupaba el cargo de director y posteriormente el inicio de una demanda penal en su contra por "apología del delito", solicitándose al gobierno nacional argentino que sea declarado persona non grata, lo que derivó en su expulsión del país.
En 2012, cofundó la Iniciativa San Marcel (en inglés, St. Marcel Iniciative), una asociación sacerdotal más conocida como "La Resistencia" de la cual es su director.

## Vida

### Primeros años
Williamson nació en Londres en una familia anglicana de tres hijos de los cuales él era el segundo. Su primera educación la recibió en el Colegio de Winchester. Posteriormente se graduó en literatura en la Universidad de Cambridge.
Enseñó francés en Ghana. En aquel período en África conoció a Albert Schweitzer en Gabón y se gana la amistad de Malcolm Muggeridge.

### Conversión
En 1971 fue recibido por un sacerdote católico irlandés que trabajaba en Londres, el padre John Flanagan. Después de un tiempo en el Oratorio de Londres, Williamson ingresó en el Seminario Internacional San Pío X en Écône, Suiza en octubre de 1972.
Ordenado presbítero en 1976 por Monseñor Marcel Lefebvre, fue profesor del seminario alemán de Zaitzkofen y dos años después fue trasladado al de Écône.
En 1983 fue transferido al Seminario Santo Tomás de Aquino, seminario que en 1988 trasladó a Winona (Minnesota), EUA en donde fue sucesivamente profesor, subdirector y después director.

## Consagración y excomunión
En junio de 1988 el arzobispo Marcel Lefebvre anunció su intención de consagrar a Williamson junto a otros tres sacerdotes como obispos.
El 17 de junio de ese mismo año, el cardenal Bernardin Gantin, prefecto para la Congregación de Obispos, envió una advertencia a Williamson que si aceptaba la ordenación a obispo incurriría en desobediencia pontificia y sería excomulgado de manera inmediata.
El 30 de junio, sin embargo, Williamson continuó con la determinación y fue consagrado obispo por Lefebvre junto a otros tres sacerdotes.
El 1 de julio el cardenal Gantin publicó una declaración en la cual se decía que Lefebvre, Williamson y los otros tres nuevos obispos, habían incurrido en la excomunión latae sententia reservada al Santo Oficio ipso facto. A ellos se sumó el obispo brasileño Antonio de Castro Mayer, que participó en la ceremonia.
El 2 de julio el papa Juan Pablo II publicó el motu proprio Ecclesia Dei en el cual daba la excomunión y describía la consagración de Lefebvre como una "desobediencia al Romano Pontífice en materia grave y de suprema importancia para la unidad de la Iglesia" y que "tal desobediencia -que implica una práctica de rechazo de la primacía romana- constituye un acto de cisma". El cardenal Darío Castrillón Hoyos, encargado de la comisión responsable para la aplicación de la Ecclesia Dei, afirmó entonces que dicho acto de desobediencia constituía una situación de separación, aunque no fuera formalmente un cisma.
Por su parte, Williamson y los fieles de la FSSPX, negaron la validez de la excomunión diciendo que las consagraciones eran necesarias debido a la crisis moral y teológica de la Iglesia Católica.

## Obispo
Después de su consagración episcopal, Williamson continuó como rector del Seminario Santo Tomás de Aquino, realizando las funciones correspondientes a su estado episcopal como ser confirmaciones y ordenaciones sacerdotales. En 1991 asistió como coconsagrante de Licínio Rangel como obispo de la Sociedad Sacerdotal San Juan María Vianney después de la muerte de su fundador, el obispo Antônio de Castro Mayer.
En 2003 Williamson fue destinado a rector del Seminario Internacional Nuestra Señora Corredentora en La Reja, Argentina.
En 2006 ordenó a dos sacerdotes y siete diáconos en Varsovia para la Sociedad Sacerdotal de San Josafat, un grupo liderado por el sacerdote Basil Kovpak que había sido excomulgado en 2003 por la Iglesia greco-católica ucraniana. Dichas ordenaciones fueron consideradas ilícitas bajo los mismos parámetros de la suya propia, ya que violaban los cánones 1015 §1 y 1017 del Código de Derecho Canónico porque las había realizado fuera de su jurisdicción eclesiástica y carecían de los permisos pontificios.

## Levantamiento de la excomunión
El decreto del 21 de enero de 2009, bajo el protocolo 126/2009, fue emitido por la Congregación de los Obispos dirigida por el cardenal Re como medida unilateral y graciosa para estabilizar la comunión con la Fraternidad. En el documento se remite la excomunión de los cuatro obispos ordenados ilícitamente en 1988. Expresaba además la esperanza de que dicho acto causara una pronta comunión entre la Iglesia y la Sociedad de San Pío X bajo la autoridad visible de la Iglesia en el Papa. El decreto fue hecho público el 24 de enero de 2009.

## Exclusión de la Fraternidad
Mediante un comunicado del 24 de octubre de 2012 de la Casa General de la Fraternidad Sacerdotal San Pio X, Williamson fue excluido de la Fraternidad por decisión del superior general y del Consejo, con fecha 4 de octubre de 2012.

## Posiciones y controversias
Williamson está considerado como perteneciente a la línea dura del tradicionalismo, aunque no tanto como para apoyar el sedevacantismo. De entre los obispos consagrados por Lefebvre, se opone a cualquier compromiso con el Vaticano, acusándolo de engaño y de estar bajo "la influencia de Satán". El obispo juzgó imposible la reconciliación entre la Sociedad y la Santa Sede, sugiriendo que algunos miembros de la FSSPX podrían abandonarla si llegaran a un acuerdo. Williamson sostiene que la FSSPX no es cismática, sino un cuerpo de católicos que guardan la "fe íntegra".
De igual forma que la FSSPX, Williamson se opone a los cambios introducidos en el Concilio Vaticano II, a los cuales ve como liberales, neomodernistas, y destructores de la Iglesia católica. Entre los cambios que denigra, están la falta de formalidad y la simplicidad en el culto, prefiriendo en su lugar "la belleza y majestad, música y vestimentas maravillosas." Williamson considera a la Iglesia católica tras el Vaticano II como demasiado abierta hacia otras religiones, y considera el ecumenismo un error. Ha criticado la visión teológica de los papas Juan Pablo II, de quien consideraba que tenía una "débil comprensión del catolicismo", y Benedicto XVI.
A nivel personal se le acusa de apoyar teorías conspirativas sobre el asesinato de John F. Kennedy y el colapso de las Torres Gemelas, negando que este último fuera causado por un ataque terrorista, y sosteniendo en su lugar que fueron efectuados por el gobierno de EE. UU.
Williamson también ha expresado opiniones controvertidas sobre los judíos, llamándolos "enemigos de Cristo" e impulsando su conversión al catolicismo. Sostiene que los judíos y los masones han contribuido a "cambios y corrupción" en la iglesia católica También ha indicado que los judíos tienen como objetivo la dominación mundial y cree que los Protocolos de los Sabios de Sion son auténticos. Williamson ha negado ser antisemita, indicando que está en contra de los "adversarios de nuestro señor Jesucristo", que no todos los judíos son tales, y que también está en contra de otros grupos como comunistas y masones.

### Negación del Holocausto judío
Williamson ha sido acusado de negar el Holocausto judío., pues afirmó que las víctimas judías del nazismo no forman parte de ningún «holocausto» (entendiendo que para un católico el único «holocausto» fue el que sufrió Jesucristo en la cruz como sacerdote y víctima sacrificada) y que sólo habrían muerto de 200.000 o 300.000 en vez de seis millones de judíos. Cuestionó la existencia de las cámaras de gas. Williamson también ha elogiado al negacionista Ernst Zündel.
Sus puntos de vista al respecto fueron expresados en una entrevista a la televisión sueca en noviembre de 2008 y emitida el 21 de enero de 2009, justo días antes de que la Santa Sede levantara su excomunión.
Los comentarios de Williamson crearon una reacción inmediata de protestas e incluso el riesgo de una prosecución judicial en Alemania, donde se tuvo lugar la entrevista, porque en ese país negar el Holocausto judío es considerado ilegal y puede ser castigado con hasta cinco años en prisión. El 4 de febrero de 2009 el fiscal de Alemania anunció que iniciaría una investigación legal respecto a dicha declaración.
El obispo Fellay, superior de la FSSPX, inicialmente declaró que Williamson era responsable de su propio punto de vista personal y que dicha apreciación no comprendía a la Sociedad religiosa como un todo. Por su parte, los superiores distritales de la FSSPX de Suecia y Alemania se distanciaron de cualquier presunción de antisemitismo y racismo y prohibieron a Williamson que hablara en público acerca de asuntos históricos o políticos. Posteriormente pidieron al Papa Benedicto XVI que perdonara por los "daños causados por las declaraciones de Williamson".
El mismo Williamson envió una carta al Papa expresando disculpas acerca del problema causado, pero no se retractó de su afirmación.
Las reacciones de las comunidades judías fueron especialmente fuertes y negativas. El 23 de enero de 2009, un día antes de que el decreto que levantaba la excomunión fuera publicado, Abraham Foxman, presidente de la Liga Antidifamación, escribió al cardenal Walter Kasper para expresarle su oposición a cualquier evento de reintegración del obispo Williamson.
El portavoz del Vaticano, P. Federico Lombardi, comentó que los puntos de vista de Williamson no tenían impacto en la decisión. Monseñor Robert Wister, profesor de historia de la Iglesia, opinó que los comentarios de Williamson podrían ser "ofensivos y erróneos", pero no "heréticos" y que no eran excomunicables, llamando a Williamson "no un herético, pero sí un mentiroso".
El 8 de febrero de 2009 la Fraternidad Sacerdotal San Pío X relevó a Williamson de su cargo como director del seminario en La Reja, Buenos Aires. Posteriormente, el editor de la revista Newsweek, Sergio Szpolski, presentó una denuncia penal contra el obispo la cual está en manos del juzgado del Dr. Ercolini. Se trata de una denuncia penal por “Apología del delito”, agravada por el incumplimiento de la ley Antidiscriminación. Asimismo, el rabino Daniel Goldman pidió al Gobierno nacional argentino que declarase a Williamson como persona non grata "ya que no debemos albergar en nuestras tierras a estos apologetas del odio".
El 20 de febrero de 2009 el gobierno de Argentina en cabeza del ministro del interior Florencio Randazzo, pidieron al obispo Williamson que dejara el país o se sometiera a la expulsión. El gobierno justificó su decisión en que Williamson "ha fraguado reiteradamente el verdadero motivo de su permanencia en el país" y subrayó que las declaraciones del obispo al negar el holocausto judío "agreden [sic] profundamente a la sociedad argentina, al pueblo judío y a la humanidad toda, pretendiendo negar una comprobada verdad histórica". Abandonó el país el 24 de febrero de 2009.
El 26 de febrero de 2009 monseñor Williamson pidió perdón por si alguien se hubiera ofendido por sus declaraciones a la televisión sueca, pero no se retractó de sus convicciones. La Santa Sede consideró insuficiente esa disculpa.
Por la polémica suscitada, el 10 de marzo de 2009 Benedicto XVI escribió una carta a los obispos explicando la remisión de la excomunión a los cuatro obispos consagrados en el año 1988 por el arzobispo Lefebvre sin mandato de la Santa Sede.

## Consagraciones episcopales de 2015
Al ser expulsado de la FSSPX varias decenas de sacerdotes y religiosos, otrora ligados a la FSSPX, acusaron a Fellay de modernismo y de llevar acuerdos contrarios a la línea de Lefebvre para llegara a un entendimiento con Roma. Ellos se pusieron a las órdenes de Williamson y formaron la unión sacerdotal Iniciativa San Marcel (en inglés, St. Marcel Iniciative).
El 19 de marzo de 2015, en el monasterio benedictino de Nova Friburgo en Brasil, Williamson consagró obispo sin mandato del papa al sacerdote francés Jean Michel Faure, quien fuera brazo derecho de Lefebvre en Hispanoamérica, de manera que según el derecho canónico incurrió de nuevo automáticamente en excomunión tanto él como Faure. Posteriormente también confirió el episcopado al sacerdote Miguel Ferreira da Costa, monje benedictino de Le Barroux, y prior del Monasterio de Santa Cruz en Brasil; poco después volvió a consagrar un nuevo obispo, el mexicano Gerardo Zendejas, antiguo miembro de la Fraternidad Sacerdotal San Pío X. Ambos quedaron excomulgados por la misma razón.

## Fallecimiento
El 25 de enero de 2025, se conoció que Williamson estaba hospitalizado en estado crítico, sus feligreses reportaron que Williamson sufrió una hemorragia cerebral y recibió la extremaunción en el hospital.
Murió el 29 de enero de 2025, en la fiesta de San Francisco de Sales.